# Kazimierz Pomagalski
Kazimierz Pomagalski (ur. 24 lutego 1938 w Lipsku nad Wisłą, zm. 22 lipca 2024) – polski malarz.
Uczył się w szkołach w Radomiu. Studiował w latach 1958-1964 na PWSSP we Wrocławiu; dyplom na Wydziale Szkła u prof. Stanisława Dawskiego otrzymał w 1965 roku. Od roku 1981 mieszka i pracuje  w Forcalquier na południu Francji, w Prowansji. Zajmował się projektowaniem szkła, grafiką, od roku 1976 wyłącznie malarstwem (ale też rysunkiem). Od 1976 roku miał ponad 85 wystaw indywidualnych: Szwecja 1976, Warszawa 1980/1986/2014, Hiszpania 1980/1981/1982, Paryż 1983/1984/1991/1999, Aix-en-Provence 1987/1988/1989/1990/1992, Bruksela 1984/1990, Hamburg 1985, Holandia 1985, Londyn 1985, Austria 1989, Florencja 1997, Genewa 2000, Berlin 2002, Lipsko 2012/2013, Radom 2013.
Trzy wystawy retrospektywne odbyły się: w Aix-en-Provence, zorganizowana przez Fundację Vasarely'ego 1990, w Forcalquier – przez Centrum Sztuki Współczesnej 2007 oraz w Radomiu 2013 - Muzeum Sztuki Współczesnej im. Jacka Malczewskiego.
Jego prace znajdują się w kolekcjach: Muzeum Narodowego we Wrocławiu – Szkło, Muzeum Architektury we Wrocławiu – Grafika, Muzeum Narodowe w Warszawie – Malarstwo, Muzeum Sztuki Współczesnej w Radomiu – Malarstwo, Conseil General w Digne (Francja) – Malarstwo, Lipskie Centrum Kultury – Malarstwo. Prace są w posiadaniu kolekcjonerów prywatnych z Polski, Francji, Szwecji, Hiszpanii, Niemiec, Belgii, Holandii, Austrii, Syrii, Włoszech, Szwajcarii, Kolumbii, USA, Kanady, Japonii, Australii i Wielkiej Brytanii.
W roku 2012 otrzymał tytuł Honorowego Obywatela Miasta Lipsko.

## Ważniejsze wystawy
- 1964 – Kraków (Polska) – Konkurs na Grafikę Studencką (1 nagroda) organizator ITD
- 1965/1968 - Wrocław (Polska) - Muzeum Architektury I i II Triennale Rysunku
- 1967 - Warszawa (Polska) - Galeria MDM - (rysunek i grafika)
- 1968 - Bukareszt (Rumunia) – Muzeum sztuki (grafika)
- 1969 - Moskwa, Kijów (ZSRR) - Muzeum Sztuki Użytkowej (szkło)
- 1970/1973 - Paris, Juvisy (Francja) - XI i XIV Salon Międzynarodowy (malarstwo)
- 1971 - Warszawa (Polska) - Galeria "Zachęta" wystawa "Wrocław 71" (szkło)
- 1972 - Rzym (Włochy) - Międzynarodowy Konkurs Malarstwa "Citta Eterna" (malarstwo)
- 1976 - Hästholmen (Szwecja) - Galeria "Sigbritt" - (malarstwo)
- 1977 - Jelenia Góra (Polska) - Muzeum Sztuki Konkurs Graficzny im. J. Gielniaka (grafika)
- 1979 - Aix en Provence (Francja) - Biuro turystyczne (malarstwo)
- 1980
  - Orense (Hiszpania) - Galeria "Studio 34" (malarstwo)
  - Lyon (Francja) - Galeria "Instytut Pasteur" (malarstwo)
- 1981
  - Salisbury (Anglia) - Galeria "St. Edmond" (malarstwo)
  - Vigo (Hiszpania) - Centrum Kultury (malarstwo)
  - Warszawa (Polska) - Galeria " Universal" (malarstwo)
  - Gdańsk (Polska) - Galeria "BWA" (malarstwo)
- 1982
  - Saragossa (Hiszpania) - Sala Pablo Gargallo (malarstwo)
  - Castellon (Hiszpania) - Galeria "Canem" (malarstwo)
  - Valencia (Hiszpania) - Galeria "Ateneo" (malarstwo)
  - Barcelona (Hiszpania) - Fundacja Ynglada - Guillot (rysunek)
- 1983
  - Roque-d'Antheron (Francja) - Muzeum Cezanne’a (malarstwo)
  - Chateau- Arnoux (Francja) - 6 salon malarstwo międzynarodowa (1. nagroda) (malarstwo)
  - Paryż (Francja) - Galeria Zoe Cutzarida (malarstwo)
- 1983-1984 - Paryż (Francja) - Audiovisual Centre (malarstwo)
- 1984
  - Bruksela (Belgia) - Galeria "Art Souille" (malarstwo)
  - Chateau-Arnoux (Francja) - Galeria "Singuliers - Pluriel" (malarstwo, rysunek)
  - Avignon (Francja) - Palais des Papieży (malarstwo)
  - Arles (Francja) - Banque Populaire - Hall (malarstwo, rysunek)
- 1985
  - Bonnieux (Francja) - Galeria " Tournesol " (malarstwo, rysunek)
  - Aix en Provence (Francja) - Międzynarodowy Festiwal Malarstwa (Grand Prix) (malarstwo)
  - Utrecht (Holandia) - Crediet s Effectbank - Hall (malarstwo, rysunek)
  - Londyn (Anglia) - "Studio 68" (gwasz) ,międzynarodowy festiwal teatralny
  - Hamburg (Niemcy) - Galeria "Altana" (malarstwo)
- 1985-1986 - Frankfurt, Offenbach (Niemcy) - "Galeria Art House" (malarstwo)
- 1986 - Warszawa (Polska) - Galeria "Vena" (malarstwo)
- 1987
  - Aix en Provence (Francja) - plakat Konkurs "ARPA" Aix , i jego Fontanny (1. miejsce)
  - Forcalquier (Francja) - Centrum Sztuki Współczesnej (malarstwo)
  - Toronto (Kanada) - Galeria "Del Bello" (mały format)
- 1987/1988/1989 - Aix en Provence (Francja) - Galeria "Prevote" (malarstwo)
- 1988
  - Digne (Francja) - Conseil General (malarstwo)
  - Aix en Provence (Francja) - Centrum Sextius (gwasz duży format)
  - Aix en Provence (Francja) - utworzenie Klubu Przyjaciół malarstwa Kazimierza Pomagalskiego
- 1989
  - Steyr (Austria) – Galeria Schnittpunkt (malarstwo)
  - Aix en Provence (Francja) – Laureat Nagrody „Performance”
- 1990
  - Bruksela (Belgia) - Galeria Sextius (malarstwo)
  - Orlean (Francja) - Centrum Sztuki Współczesnej (malarstwo, rysunek)
  - Aix en Provence (Francja) - Fundacja Vasarely (malarstwo, rysunek)
- 1991
  - Warszawa (Polska) – Galeria Narodowa "Zachęta": wystawa "Jesteśmy" (malarstwo)
  - Paryż (Francja) - Galeria "Accattone" (malarstwo)
- 1992 - Marsylia (Francja) - Hotel "Mercure" sale wystawowego (malarstwo)
- 1993 - Aix en Provence (Francja) - Centre St. Catherine (malarstwo, rysunek)
- 1994 - Lublin (Polska) - Galeria "Stare" BWA (malarstwo)
- 1996 - Damaszek (Syria) - Galeria „Atasi” (malarstwo)
- 1997 - Florencja (Włochy) - Galeria IL Punto (malarstwo)
- 1998 - Lyon (Francja) - L'Embarcadere (malarstwo)
- 1999 - Marsylia (Francja) - Teatr „Toursky” (malarstwo)
- 2000 - Genewa (Szwajcaria) - Galeria Stadler (malarstwo)
- 2001 - Ménerbe (Francja) - Galeria autre część D' (malarstwo)
- 2002
  - Berlin (Niemcy) - French Art Gallery (malarstwo)
  - Manosque (Francja) - Fundacja Carzou (malarstwo)
- 2004 - Pertuis (Francja) - Roge Emmanuel Galleria (malarstwo)
- 2006 - Chateauneuf le Rouge (Francja) - Muzeum Sztuki Współczesnej (malarstwo)
- 2007 - Forcalquier (Francja) – Muzeum Sztuki Współczesnej „retrospektywa” (malarstwo)
- 2008 - Château de la Tour d'Aigues (Francja) - (malarstwo)
- 2010 - Viens (Francja) - Chapelle Saint-Ferreol (malarstwo)
- 2011
  - Nîmes (Francja) - Theatre de Nîmes (malarstwo, malowanie obrazu do muzyki granej na żywo przez orkiestrę symfoniczną)
  - Lipsko (Polska) - Lipskie Centrum Kultury (malarstwo)
- 2012
  - Manosque (Francja) - Fundacja Carzou (malarstwo)
  - Lipsko (Polska) - Lipskie Centrum Kultury (malarstwo, malowanie obrazu z muzyką na żywo, przyznania honorowego obywatelstwa miasta Lipsko)
- 2013
  - Radom (Polska) - Muzeum Sztuki Współczesnej (malarstwo, rysunek, szkło)
  - Radom (Polska) - Muzeum Sztuki Współczesnej (malarstwo)
  - Lipsko (Polska) - Lipskie Centrum Kultury (rysunek, grafika ,gwasz)
- 2014 - Warszawa (Polska) - Mazowiecki Urząd Wojewódzki (malarstwo, rysunek)

## Konkursy i nagrody
- 1964 – Kraków – Konkurs ITD na Najlepszą Grafikę Studencką / Pierwsza nagroda
- 1967 – Warszawa Galeria MDM – Konkurs na Najlepszą Grafikę Miesiąca / Wyróżnienie
- 1972 – Rzym – Konkurs Malarstwa organizowany przez "CITTA ETERNA" / Druga nagroda
- 1977/1979 – Jelenia Góra – Konkurs im.J.Gielniaka na grafikę / Wyróżnienie
- 1983 – Chateau – Arnoux VI Konkurs Malarstwa / Pierwsza nagroda
- 1985 – Aix-en-Provence – Międzynarodowy Festiwal Malarstwa / Grand Prix
- 1987 –  Aix-en-Provence – Konkurs na plakat "Aix miasto wód i sztuki" / Pierwsza nagroda